# Giovanni Filippo di Sassonia-Altenburg
Giovanni Filippo di Sassonia-Altenburg (Torgau, 25 gennaio 1597 – Altenburg, 1º aprile 1639) era il quarto figlio, ma il più vecchio tra i sopravvissuti, del Duca Federico Guglielmo I di Sassonia-Weimar (1562  – 1602) e di Anna Maria del Palatinato-Neuburg (1575  – 1643), sua seconda moglie e fu duca di Sassonia-Altenburg.

## Biografia

### Infanzia
Quando morì il padre (1602), Giovanni Filippo e i suoi fratelli più giovani Federico, Giovanni Guglielmo e Federico Guglielmo erano minorenni. Per questo motivo il loro zio, Giovanni (più interessato alle scienze naturali e all'arte che alla politici) si fece carico della loro tutela e della regenza della loro eredità; ma poco dopo prese tutto il ducato di Sassonia-Weimar nelle sue mani.
L'anno successivo (1603), il giovane principe di Sassonia-Weimar richiese la propria eredità, ma lo zio Giovanni la rifiutò. Infine le due parti fecero un trattato per dividere le terre della famiglia: Giovanni Filippo e i suoi fratelli ebbero Altenburg e alcune città, e Giovanni mantenne Weimar e Jena.
Dato che erano ancora minorenni la reggenza del ducato fu presa dall'elettore Cristiano II di Sassonia (1603-1611) e in seguito dal fratello e successore come elettore Giovanni Giorgio I di Sassonia (1611-1618).

## Maturità
Nel 1618, Giovanni Filippo, come figlio maggiore, fu dichiarato maggiorenne e assunse il governo del ducato di Sassonia-Altenburg. Ebbe anche la tutela dei suoi fratelli più giovani. I quattro fratelli furono co-reggenti del ducato, ma due di loro morirono poco dopo l'infanzia: Federico, che fu ucciso in azione nel 1625, e Giovanni Guglielmo morì a Brieg nel 1632.
Giovanni Filippo e il fratello sopravvissuto, Federico Guglielmo, continuarono a governare assieme ma nei fatti Giovanni Filippo assunse il controllo del governo fino alla sua morte.
In 1613, Giovanni Filippo fu eletto rettore dell'Università di Lipsia. Fu anche un membro attivo della Società dei Carpofori.
Nel 1638 ricevette le città di Coburgo, Rodach, Römhild, Hildburghausen e Neustadt, in accordo al trattato di divisione tra lui e il ramo di Sassonia-Weimar dopo la morte senza eredi diretti del duca Giovanni Ernesto di Sassonia-Eisenach.
Prima di morire lasciò una volontà che dichiarava sua figlia erede generale del ramo Sassonia-Altenburg solo nel caso di estinzione della linea maschile della famiglia. Questa volontà in seguito originò in seguito una disputa tra i rami Sassonia-Gotha e Sassonia-Weimar.
A Giovanni Filippo successe il fratello minore Federico Guglielmo II.

## Matrimoni e figli
Il 25 ottobre 1618 Giovanni Filippo sposò a Altenburg Elisabetta di Brunswick-Wolfenbüttel (vedova e cognata dei suoi ex-tutori gli elettori di Sassonia Cristiano II e Giovanni Giorgio I). Ebbero solo una figlia:
1. Elisabetta Sofia (Halle, 10 ottobre 1619 - Gotha, 20 dicembre 1680), che sposò il 24 ottobre 1636 con Ernesto I di Sassonia-Gotha-Altenburg.

## Ascendenza
|                                                 |                                             |                                               | Genitori                                            |  |  | Nonni |  |  | Bisnonni                                             |  |  | Trisnonni                                 |  |
|                                                 |                                             |                                               |                                                     |  |  |       |  |  | 8. Johann Friedrich I, principe elettore di Sassonia |  |  | 16. Johann, principe elettore di Sassonia |  |
|                                                 |                                             |                                               |                                                     |  |  |       |  |  | 8. Johann Friedrich I, principe elettore di Sassonia |  |  | 16. Johann, principe elettore di Sassonia |  |
|                                                 |                                             | 17. Sophie von Mecklenburg-Schwerin           |                                                     |  |  |       |  |  | 8. Johann Friedrich I, principe elettore di Sassonia |  |  |                                           |  |
| 4. Johann Wilhelm, duca di Sassonia-Weimar      |                                             |                                               |                                                     |  |  |       |  |  | 8. Johann Friedrich I, principe elettore di Sassonia |  |  |                                           |  |
|                                                 |                                             | 9. Sibylle von Jülich-Kleve-Berg              | 18. Johann III, duca di Kleve                       |  |  |       |  |  |                                                      |  |  |                                           |  |
|                                                 |                                             | 9. Sibylle von Jülich-Kleve-Berg              | 18. Johann III, duca di Kleve                       |  |  |       |  |  |                                                      |  |  |                                           |  |
|                                                 |                                             | 9. Sibylle von Jülich-Kleve-Berg              | 19. Maria, duchessa di Jülich e Berg                |  |  |       |  |  |                                                      |  |  |                                           |  |
| 2. Friedrich Wilhelm I, duca di Sassonia-Weimar |                                             | 9. Sibylle von Jülich-Kleve-Berg              |                                                     |  |  |       |  |  |                                                      |  |  |                                           |  |
|                                                 |                                             | 10. Friedrich III, elettore palatino del Reno | 20. Johann II, conte palatino di Simmern            |  |  |       |  |  |                                                      |  |  |                                           |  |
|                                                 |                                             | 10. Friedrich III, elettore palatino del Reno | 20. Johann II, conte palatino di Simmern            |  |  |       |  |  |                                                      |  |  |                                           |  |
|                                                 |                                             | 10. Friedrich III, elettore palatino del Reno | 21. Beatrix von Baden                               |  |  |       |  |  |                                                      |  |  |                                           |  |
| 5. Dorothea Susanne von der Pfalz-Simmern       |                                             | 10. Friedrich III, elettore palatino del Reno |                                                     |  |  |       |  |  |                                                      |  |  |                                           |  |
|                                                 |                                             | 11. Marie von Brandenburg-Kulmbach            | 22. Kasimir, margravio di Brandeburgo-Kulmbach      |  |  |       |  |  |                                                      |  |  |                                           |  |
|                                                 |                                             | 11. Marie von Brandenburg-Kulmbach            | 22. Kasimir, margravio di Brandeburgo-Kulmbach      |  |  |       |  |  |                                                      |  |  |                                           |  |
|                                                 |                                             | 11. Marie von Brandenburg-Kulmbach            | 23. Susanna von Bayern                              |  |  |       |  |  |                                                      |  |  |                                           |  |
| 1. Johann Philipp, duca di Sassonia-Altenburg   |                                             | 11. Marie von Brandenburg-Kulmbach            |                                                     |  |  |       |  |  |                                                      |  |  |                                           |  |
|                                                 | 12. Wolfgang, conte palatino di Zweibrücken | 24. Ludwig II, conte palatino di Zweibrücken  |                                                     |  |  |       |  |  |                                                      |  |  |                                           |  |
|                                                 | 12. Wolfgang, conte palatino di Zweibrücken | 24. Ludwig II, conte palatino di Zweibrücken  |                                                     |  |  |       |  |  |                                                      |  |  |                                           |  |
|                                                 | 12. Wolfgang, conte palatino di Zweibrücken | 25. Elisabeth von Hessen                      |                                                     |  |  |       |  |  |                                                      |  |  |                                           |  |
| 6. Philipp Ludwig, conte palatino di Neuburg    | 12. Wolfgang, conte palatino di Zweibrücken |                                               |                                                     |  |  |       |  |  |                                                      |  |  |                                           |  |
|                                                 |                                             | 13. Anna von Hessen                           | 26. Philipp I, langravio d'Assia                    |  |  |       |  |  |                                                      |  |  |                                           |  |
|                                                 |                                             | 13. Anna von Hessen                           | 26. Philipp I, langravio d'Assia                    |  |  |       |  |  |                                                      |  |  |                                           |  |
|                                                 |                                             | 13. Anna von Hessen                           | 27. Christina von Sachsen                           |  |  |       |  |  |                                                      |  |  |                                           |  |
| 3. Anna Maria von Pfalz-Neuburg                 |                                             | 13. Anna von Hessen                           |                                                     |  |  |       |  |  |                                                      |  |  |                                           |  |
|                                                 |                                             | 14. Wilhelm, duca di Jülich-Kleve-Berg        | 28. Johann III, duca di Kleve (= 18)                |  |  |       |  |  |                                                      |  |  |                                           |  |
|                                                 |                                             | 14. Wilhelm, duca di Jülich-Kleve-Berg        | 28. Johann III, duca di Kleve (= 18)                |  |  |       |  |  |                                                      |  |  |                                           |  |
|                                                 |                                             | 14. Wilhelm, duca di Jülich-Kleve-Berg        | 29. Maria, duchessa di Jülich e Berg (= 19)         |  |  |       |  |  |                                                      |  |  |                                           |  |
| 7. Anna von Jülich-Kleve-Berg                   |                                             | 14. Wilhelm, duca di Jülich-Kleve-Berg        |                                                     |  |  |       |  |  |                                                      |  |  |                                           |  |
|                                                 |                                             | 15. Maria von Österreich                      | 30. Ferdinand I, imperatore del Sacro Romano Impero |  |  |       |  |  |                                                      |  |  |                                           |  |
|                                                 |                                             | 15. Maria von Österreich                      | 30. Ferdinand I, imperatore del Sacro Romano Impero |  |  |       |  |  |                                                      |  |  |                                           |  |
|                                                 |                                             | 15. Maria von Österreich                      | 31. Anna Jagiellonka                                |  |  |       |  |  |                                                      |  |  |                                           |  |
|                                                 |                                             | 15. Maria von Österreich                      |                                                     |  |  |       |  |  |                                                      |  |  |                                           |  |